# Мустафа Абдель Джаліль
Мустафа Мухаммад Абд-аль-Джаліль (араб. مصطفى عبد الجليل) (нар. 1952) — лівійський політик. У 2007—2011 роках — секретар Загального народного комітету, фактично займав посаду аналогічну міністру юстиції. У зв'язку з громадянською війною, 21 лютого 2011 року заявив про свою відставку і підтримку повстанців. 5 березня 2011 очолив так звану «Національну перехідну раду», повністю залежну від військової підтримки блоку НАТО. Доктор ісламського права.
20 вересня 2011 року так звана «Національна перехідна рада» припинила своє існування через розбіжності серед членів цього об'єднання.